# Hessea
Hessea es un género  de plantas herbáceas, perennes y bulbosas perteneciente a la familia Amaryllidaceae. Comprende 13 especies.
Es originario del sur de África.

## Especies
- Hessea breviflora Herb.
- Hessea cinnamomea (L'Hér.) T.Durand & Schinz
- Hessea incana Snijman
- Hessea mathewsii W.F.Barker
- Hessea monticola Snijman
- Hessea pilosula D.Müll.-Doblies & U.Müll.-Doblies
- Hessea pulcherrima (D.Müll.-Doblies & U.Müll.-Doblies) Snijman
- Hessea pusilla Snijman
- Hessea speciosa Snijman
- Hessea stellaris (Jacq.) Herb.
- Hessea stenosiphon (Snijman) D.Müll.-Doblies & U.Müll.-Doblies
- Hessea tenuipedicellata Snijman
- Hessea undosa Snijman